# Slovenská konzervatívna strana
Slovenská konzervatívna strana (SKS, slowakisch für Slowakische Konservative Partei), bis Juni 2018 #Sieť (slowakisch für #Netzwerk, bis 24. September 2015 ohne Rautezeichen geschrieben) war eine 2014 gegründete, wirtschaftsliberale und konservative politische Partei in der Slowakei. Parteivorsitzender war zuletzt Ivan Zuzula.
Die Partei erreichte unter dem alten Namen #Sieť bei der slowakischen Parlamentswahl 2016 zehn Mandate im Nationalrat. Die Beteiligung an der Regierung Robert Fico III führte zu einem Zerwürfnis innerhalb der Partei, und sie verlor danach an Unterstützung und Abgeordneten, bis die letzte Abgeordnete am 3. Mai 2017 die Partei verließ. Seither war die Partei nicht mehr im Nationalrat vertreten.
Seit dem 7. Januar 2018 hieß die Partei offiziell Slovenská konzervatívna strana.
Die Partei wurde zum 20. Dezember 2022 aufgelöst.

## Vorsitzende
- Radoslav Procházka (2014–2016)
- Roman Brecely (2016–2017)
- Ivan Zuzula (2017–2022)